# Heinrich Adolph von Gablenz

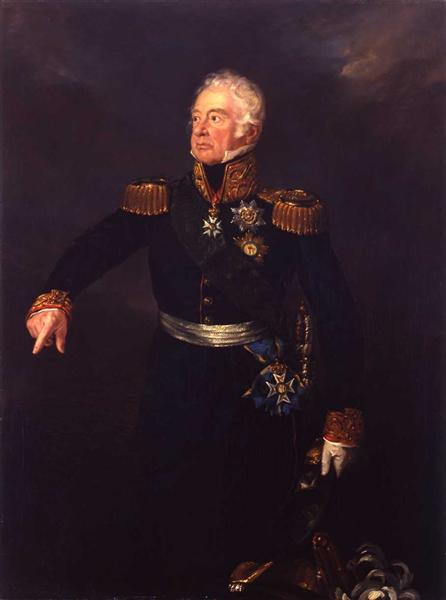
Heinrich Adolph von Gablenz auf einen Porträt von 1841.

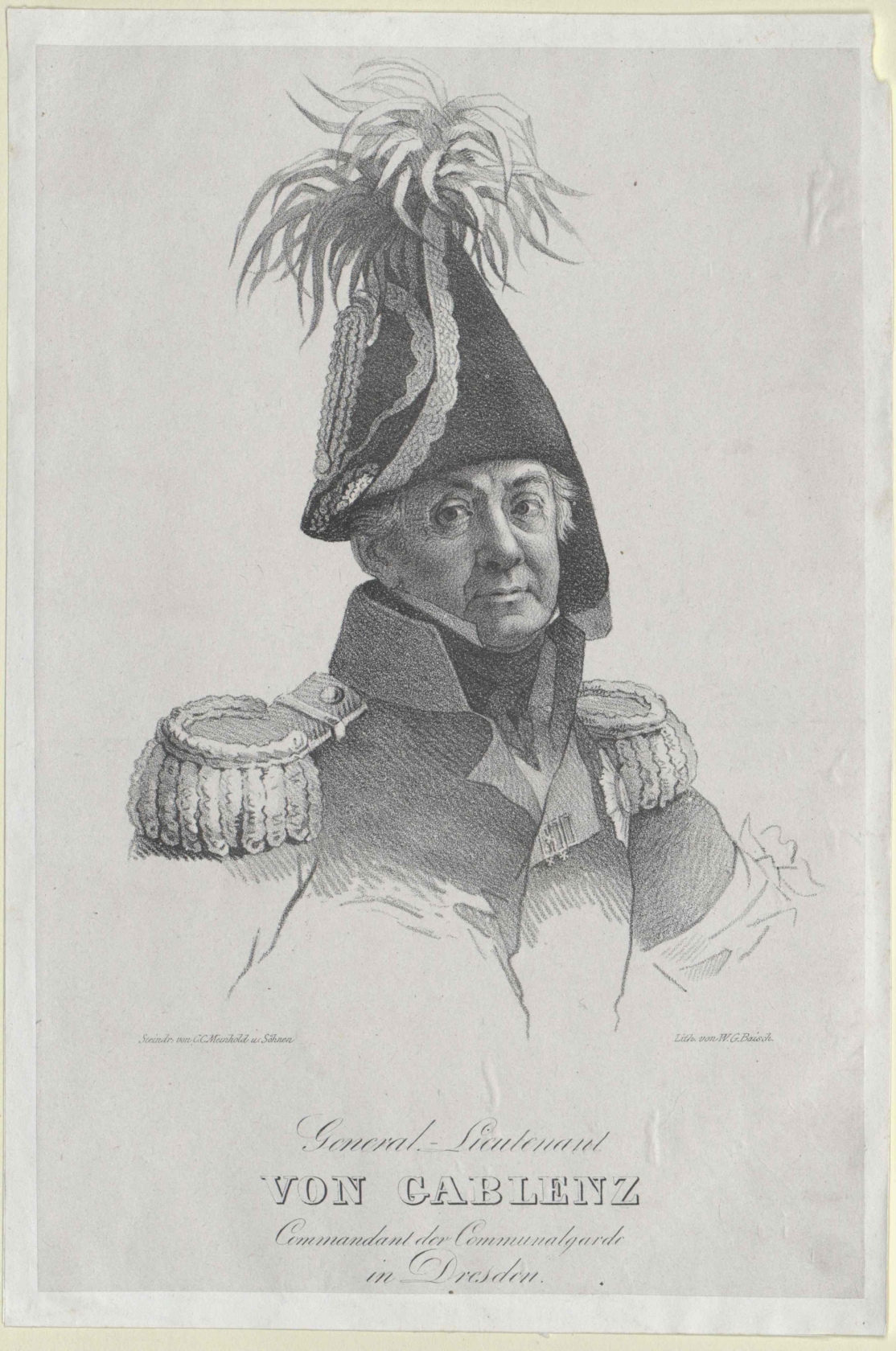
Lithographie von Wilhelm Gottlieb Baisch

Heinrich Adolph von Gablenz, ab 1836 Freiherr von Gablenz (* 25. Oktober 1762 in Weida; † 11. Mai 1843 in Leipzig) war ein sächsischer Generalleutnant sowie zeitweilig Gouverneur von Dresden.

## Leben

### Herkunft
Heinrich Adolph war der Sohn des kursächsischen Oberforst- und Wildmeisters Hans Adolf Heinrich von Gablenz (* 1724) und dessen Ehefrau Johanna Frederike, geborene Astern.

### Militärkarriere
Gablenz besuchte das Dresdener Kadettenhaus, wurde im Oktober 1778 als Sousleutnant im Kürassier-Regiment „Kurfürst“ der Sächsischen Armee angestellt und nahm am Bayerischen Erbfolgekrieg teil. Als 1791 das Husarenregiment neuerrichtet wurde, wechselte er als Rittmeister dorthin. Als solcher erwarb er das im Amt Langensalza gelegene Rittergut Klettstedt. Während des Ersten Koalitionskrieges kämpfte er 1793/94 und 1796 mit den sächsischen Truppen am Rhein und in der Schlacht bei Kaiserslautern. 1804 verkaufte Gablenz dieses Gut an Gottfried August von Lorenz für 36.000 Reichstaler. Doch schon bald bereute er diesen Verkauf und bemühte sich letztendlich erfolgreich um den Rückerwerb dieses Rittergutes, der 1806 zum gleichen Preis glückte. Im gleichen Jahr avancierte er zum Major und hatte sich in Gebesee niedergelassen. Im Vierten Koalitionskrieg kämpfte er mit den Truppen in Sachsen, aber auch im Gefecht bei Saalfeld. Er wurde danach in das Herzogtum Warschau abkommandiert.
1809 wurde Gablenz zum Oberst befördert und zum königlichen Generaladjutanten ernannt. Er nahm während des Fünften Koalitionskrieges an den Kämpfen in Polen, Sachsen und Böhmen teil. Im Jahr 1810 wurde er dann zum Kommandeur des Dragoner-Regiments „Prinz Clemens“ ernannt. Seit 1811 war er Ritter des Militär-St.-Heinrichs-Ordens und des Ordens der Westphälischen Krone. Im Jahr 1812 erfolgte seine Beförderung zum Generalmajor und Brigadier. Im gleichen Jahr nahm er an Napoleons Russlandfeldzug teil, kämpfte in Polen und in Russland bei Pruszanne und Wolkowice. Als der sächsische Generalleutnant Christoph Sigismund von Gutschmidt in Russland fiel, erhielt Gablenz das Kommando über die Vorhut des Korps Reynier. Im Jahr 1813 nahm er dann auch an den Kämpfen in Sachsen teil. Nachdem sich die Sachsen von Napoleon abgewandt hatten und an die Seite der Alliierten getreten waren, kämpfte Gablenz in Frankreich und den Niederlanden.
Nach dem Ende der Befreiungskriege und der Bildung der preußischen Provinz Sachsen wurde er 1817 zum Generalleutnant ernannt. Er verkaufte sein Gut in Klettstedt und zog endgültig nach Dresden, wo er 1830 zum Gouverneur der Residenz ernannt wurde. Am 24. Februar 1836 wurde Gablenz in den Sachsen-Coburg und Gothaischen Freiherrnstand erhoben. Die königlich sächsische Bestätigung erhielt er am 8. Mai 1837.
1843 wurde er in der Hundschen Gruft in Kittlitz bestattet.

### Familie
Gablenz heiratete 1799 in Dresden Charlotte von Stieglitz (1772–1842), eine Tochter des kursächsischen Oberst Wilhelm Ludwig von Stieglitz und der Christiane Charlotte Elisabeth von Ziegesar. Das Paar hatte mehrere Kinder darunter:
- Heinrich (* 1804), Rittmeister a. D.
- Maria Adolfine (* 1808) ⚭ 1831 (Scheidung 1851) Paul von Üchtritz
- Ludwig Karl Wilhelm (1814–1874), österreichischer General der Kavallerie
- Anton August (1810–1878), Mitglied des Preußischen Herrenhauses ⚭ 1840 Auguste von Lützerode (* 1817)